# Terebratella tenuis
Terebratella tenuis är en armfotingsart som beskrevs av Tort 2003. Terebratella tenuis ingår i släktet Terebratella och familjen Terebratellidae. Inga underarter finns listade i Catalogue of Life.